# وادي الذئاب 10 (مسلسل)
مسلسل وادي الذئاب الجزء العاشر هو تكملة للمسلسل الشهير وادي الذئاب الذي عرضت الحلقة الأولى منه على قناة كنال دي التركية يوم 17 سبتمبر\ أيلول 2015 والتي بدأت بعد انتهاء الجزء التاسع بعد انفجار القارب الذي به ليلى زوجة مراد علمدار وكانت الحلقة الأولى منه درامية واكشن حيث الكثير من الحزن والدماء والانتقام، وظهور شخصيات جديدة وأخرى ستعود بعد ان انقطع صيتها.

## الشخصيات
بشكل عام أبطال المسلسل موجودون منذ الحلقة الأولى لكن خلالها مات الكثير من أبطال الجزء الثامن والتاسع من رجال مراد، وظهرت أيضا شخصيات جديدة منهم ثلاثة في الحلقة الأولى هم الظل وماركوس وزينب.
===الأبطال===:
- مراد علمدار
- جاهد جاهد كايا أوغلو cahit kayaoglu
- آسيا defne samyeli
- عمران erhan ufak
- سهى طارق: اسماعيل ايدين ismail aydin
- ايليف: رهف بنت مراد
- حسني يلنكلج: مدير المشفى
- ياسين كومندان: قائد الراية السوداء
- اندريه الثعلب: ظهر في الحلقة 270 إلى جانب أمه المريضة والذي يظن مراد أنه قتله ولكنه يظهر في الجزء العاشر لقتل أخت مراد لأنه قتل أخاه
- بوساط شاكر املو: ظهر في الحلقة 270
- صفية gaya gürsel
- Doga sakarya
- levent can
- yilmZ meydaneri
- duguhan güney
- batuhan güney
- görkem sevindik
- adnan erdogan
- orhan edip ertürk
- ertugrul śaker
- متا ibrahim gündogan
- halil ibrahim kalayci
- luran ahmedi
- levent sülün
- buran sevinç
- الاستاذ vural yayN
- tezhan tezcan
- bilgehan birincioglu
- esra sengünalp
- alim muzaffer
- algis kybartas
- mauro martino
- selahattin bel
- تركي قنطرجي الذي غاب بعد نهاية الجزء السادس يكون مع مراد علمدار
- اندريه الثعلب الذي لم يمت في الحلقة الأخيرة من الجزء التاسع

===شخصيات جديدة في الجزء العاشر===:
ظهرت العديد من الشخصيات الجديدة في الجزء العاشر وقد تم الحديث مطولا عنها قبل البدء في عرض الجزء العاشر والذي تم بدء عرض الحلقة الأولى منه قبل إنهاء التصوير الكامل للمسلسل ومن الشخصيات أيضا لم تكن في الأجزاء الأولى منه ثم اختفت دون تحديد مصيرها...
- الظل ertan saban: شخصية مهمة يقود عصابة قوية منذ الحلقة الأولى يكون وراء أخذ عصا الملك السامي من مكتب مراد السري والتي اخذها مراد من الملك السامي عند موته، اسمه سيباستيان بانا باس مؤسس سينيتياتيف ودارك ريڤر ويطمح ليؤسس مملكة بابل له والذي قتل الكي جي تي أملو
- ماركوس: أحد رجال الظل يهاجم مقرات مراد كاملة بالحلقة الأولى وهي المسبح والمكتب الذي تم تجديده ومكتب ذو الفقار والمكتب السري بالجبل ويقتل كل الأبطال الذين كانوا مع مراد
- ... أحد رجال الظل يهاجم مراد في قبرص ويفجر المركب الذي ماتت به ليلى ويأسره مراد ويأتي به إلى إسطنبول
- اسيا/ زينب : تكون في لندن في أول ظهور لها بالحلقة الأولى ثم تأتي إلى قبرص بناء على طلب الظل [2]
- آريال : رجل الظل ومساعده والمخطط معه لكل شيء وإلى جانب التخطيط يعمل في البرمجة يثق به الظل بشكل كبير وهو على مقربة من كارول الرجل الذي يقود الجميع باسم را وامون،
- شارة : رجل مراد وعاكف في قبرص يساعدهم في التنقل بقبرص ويزودهم بالمعلومات والعناوين
- عمر: يكون مع بوساط شاكر وراسكون (راس غولن) والذي كان بمعرفة قديمة مع شاكر والد بوساط
- اليكساندرا: أخت الثعلب تدخل في مجلس فهمي كوزو زاده للانتقام لموت اخيها ستيفن
- كايا اوكتين: شخصية قديمة صديق للبارون محمد قراخانلي الذي مات في الجزء الثاني ينضم لمجلس فهمي
- طارق : عمله الرئيسي القمار والربا والأموال يكون مع فهمي أيضا
- ميرفان زازا ابن أخت شرف زازا الذي مات سابقا
- كاظم جراح باشا: ابن اخت خالد جراح باشا الذي قتله مراد وميماتي في الجزء الأول ويكون مع الثعلب ضمن مجلس فهمي
- ابلاس جراح باشا: بنت أخت خالد جراح باشا
- ايكيتا: يكون ضمن مجلس فهمي
- ظافر: يستدعيه فهمي ليحل محل بنيامين عضو مجلس فهمي وهو من حراس المعبد عاش في اوروبا وشارك في عمليات شمال العراق
- استرا: يكون مع اندريه ضد راسكون وبوساط
- ايندر: كان سابقا يعمل لدى نجمي المنشار (في الجزئين 1 2) يستدعيه فهمي ليحل مكان بالتزار الذي قتله بوساط شاكر
- متحت: شخصية اختفت سابقا بعد الجزء الثاني حيث كان خائنا ضوغان اوغلو الذي مات حينها، وهو عميل لحراس المعبد يكون مع فهمي
- غازي: مسؤول في قبرص يتعاون معه مراد ويعطيه معلومات ويجتمع معه وهو ضمن الفريق المساند لمراد في قبرص
- مريم: صديقة اسيا/زينب وتعمل معها تصاب خلال الحلقة الثانية ولاحقها مراد
- عذراء: حبيبة يوسف كوزو زاده والتي كانت تظن أنه ميت، يوسف يراها سابقا مع شخص ويعطيها ورد ويحاول تركها ويخطفها متا
- اوكتاي: رجل مخابرات يساعد مراد وجاهد يظهر بالحلقة التاسعة (الحلقة)
- التاي : بروفيسور يحميه يوسف ويريده سميث ويلاحقه متا
- اوكتام: بروفيسور يتم تهريبه من العراق وكان يعمل سابقا مع اصلان اقبي ومراد، واسيا تكرهه وتحاول قتله
- عشيرة ذباب: عشيرة يدعمها الظل بالمال بالعراق لمساعدته على إنشاء دولته
- مروان ذباب: من عشيرة ذباب التي يدعمها الظل بالعراق بالمال والكثير من الأمور وقد عاش معهم ويعرفونه جيدا ويعمل مع الظل ليحقق أهدافه في تأسيس دولته بابل
- سلجوقة أستاذة التاي : كبيرة بالسن اختبأت بجبال طوروس كعاملة قطاف والكل يظنها ميتة لدراسة منجم مهم جدا واستطاعت أن تعمل أبحاثها عن الثوريوم في المناطق التي بها ألغام
- روز: زوجة مارتن شقراء تعمل مع كارول الأصلع شقيق مارتن
- هوداي: يعمل لدى سهى طارق في مكتبه وجمعيته
- صبري بيك: رجل أعمال في المناجم والتنقيب والنقل والتهريب
- جهاد: أحد رحال جاهد في سوريا
- رافائيل: أحد رجال دارك ريفير
- سعيد بيرفان: رجل مسؤول قام بالعمل مع الظل لفترة ثم بعد اعتقاله وإبطال مفعول قنبلة كان يرتديها بدون علمه تم الإمساك به وتصفيته في الحلقة 273.
- الخياط: وهي شخصية ظهرت في الحلقة الأولى حيث يخيط الثياب للظل لكن يظهر فيما بعد أنه مكان للقاء الظل برجاله ويخيط بدلات مميزة يرتديها من يبعثهم الظل بدون علمهم بوجود قنبلة فيها لأهداف مثل بيرفان وقام مراد بالوصول له بعد موت بيرفان (الحلقة 273)
- ناين فرولاين: شقراء تساعد الظل في العراق بعد إصابته من مراد ظهرت في الحلقة 27
- يورغين: أحد رجال الظل والاسم يدل أنه ألماني ظهر لأول مره في الحلقة 27
- محسن: أحد رجال مراد ظهر في الحلقة 25 ليكون صلة مراد وجاهد بالـ: كي جي تي

===شخصيات قديمة توفيت في الجزء العاشر===:
في بداية الجزء العاشر وفي الحلقة الأولى مات العديد من الشخصيات التي كانت في المسلسل في عدة أجزاء منهم:
- ليلى زوجة مراد
- تيمور
- ذوالفقار آغا
- عاكف
- اينورا
- الكتين
- طلحة
- آردام
- عدة شخصيات من ال كي جي تي في مكتب مراد السري
- سهى طارق (الممثل مات في الواقع)
- راسكون
- متا ايمار
- بوساط شاكر
- آندري الثعلب
- حسني المجنون

## طاقم العمل
- الاخراج:
- التأليف:
- الإنتاج: pana film
- التصوير:
- اماكن التصوير:
- post production: emrah canoglu
- kurgu: kemalettin osmanli
- الموسيقى: gokhan kirdar / loopus
- yed yönetmen: evrim yöney

## أحداث الحلقات

### الحلقة (264) 1,217 سبتمبر2015
(قبل الحلقة: بعد النهاية الغامضة للحلقة الأخيرة ونجاة مراد من انفجار المركب الذي كان به مع ليلى مع وجود ليلى بالمركب، كان هناك العديد من التساؤلات من المتابعين للمسلسل عن كيفية التحدي القادم في الوادي حيث أن مراد قد قام بتصفية كل الأعداء ما عدا فهمي كوزوزاده، ومع صدور الإعلان المثير للحلقة 264 ، زادت كمية الشوق لمشاهدة المسلسل وإصدار بعض الصور للعمل على موقع المسلسل ومراد علم دار على الفيس بوك في قبرص)
البداية مراد يخرج من الماء، وحوله رجال يرتدون الأسود ويتم البحث في حطام المركب الذي تم تفجيره بليلى، عرف فيما بعد أنه عصا الملك السامي الأعظم ولا يتم إيجادها، ويقوم مراد بعد قدوم جاهد بقتل المجموعة وأسر الرجل ذو الشعر الأبيض الذي قاد العملية في قبرص، والذي يعمل تحت إمرة ماركوس الذي يقود العملية في البحث في إسطنبول، والذي يعمل لدى شخص اسمه الظل، ويتم الهجوم على مكتب مراد، حيث يتم قتل تيمور وذوالفقار آغا ورجالهم، ثم يتم تفتيش بيت سهى طارق صديق مراد لكن يهرب، ثم مكتب مراد السري الذي فيه مكتب ال كي جي تي الأمن الإلكتروني اردام واينورا وعاكف وألتكين وطلحة والبقية ويتم قتلهم جميعا، بعد إيجاد عصا الملك السامي، من قبل فرقة ماركوس ويتم قتل كل من اردام وعاكف اينورا والتكين وطلحة وحمزة والكثير من الأبطال في مكتب ال كي جي تي. بعدها تأتي الشخصية الجديدة الظل ويأخذ العصا ويكون عاكف على قيد الحياة مصابا بالرصاص، فيطعنه بها وينطق عاكف الشهادتين، ويصل الخبر إلى الكاردينال الذي ظهر في الجزء الثامن، يذهب مراد إلى المقابر يدعو لأصدقائه، يلتقي مراد بسهى طارق ويحللون الموقف ليصلوا أن الكاردينال السابق يكون وراء الظل في الحاجة للعصا والتي يكون حاملها هو الملك السامي القادم لكن ضمن شروط معينة مثل أن يكون ذو نسب ومعروف وقديم بالمعبد...
عندها يصل الكاردينال إلى قبرص ويكون مراد يبحث يتحرى عنه، ويذهب هو أيضا إلى قبرص مع جاهد، يجد مراد مقره لكن لا يجده ثم يذهب إلى كنيسة معينة اسمها ثانوية فارنكا باسكا. ... في لندن سيدة تلبس الأبيض بالأسوق تمشي ويلاحقها أدهم، ثم تمسك به ليسألها إن كانت اسيا، ثم يخبرها أنه من طرف الظل
يذهب الظل للقاء الكاردينال بالكنيسة معه عصا الملك السامي وخارطة جلدية ويتحدث معه بالايطالية، ويناديه باسم الملك، ويعطيه العصا ويطلب منه التوقيع بحبر احمر على الخريطة الجلدية التي بها خارطة بابل التي يحلم بتأسيسها، لكن الكاردينال يطلب الصبر، يذكره الظل بوعوده مقابل إحضار العصا له، ويراوغ الكاردينال أن الظل ليس ذو نسب معروف ولا يمكن إعطائه الصلاحيات. عندها يمسكه الظل بعد رمي الخريطة الجلدية على الأرض ويقول له أن نسبه يبدأ به هو فقط ويحز عنقه بسكين ليأتي دمه على الخريطة عندها يصل مراد الكنيسة وينتبه الظل ويدخل مراد ليجد الكاردينال ميتاً وتظهر آسيا مشهرة السلاح بوجه مراد علمدار... النهاية.
وبحسب ناشطون فإن الحلقة الأولى حققت 6.7مليون مشاهدة في تركيا و8.33 على مستوى العالم بسبب مباراة لنادي تركي في الدوري الأوروبي.

### الحلقة (265) 3,41 اكتوبر2015
- لقاء مراد بزينب (اسيا) وتذكرهم أمور بالماضي:
- اعتقال الأستاذ والعلماء
- الظل مع زينب: تسأل زينب الظل عن سبب لقاءها بمراد ويريدها مساعدته من أجل الحياة... في مشروعه الجديد وهو تأسيس مخيم لاجئين لأشخاص فقدو الأمل بالحياة يحوله فيما بعد إلى دولة بابل وهي جزء من تركيا ويريها خارطة، ويتحدث بأمور تاريخية ووعود إحلال السلام في بلاد الرافدين. تتركه اسيا وتذهب إلى إسطنبول
- سميث يأسر الأستاذ وعالمين آخرين في سجن به يوسف ابن فهمي كوزو زاده، ويصل مراد إلى مكان أسر الأستاذ والعالمين ويقضي على رجال داعش الذين بقوا لأخذ الوثائق ويجدون ياسين مصاب ويخرج سميث إلى مكان به حافرات عن النفط ويصله خبر فقدان الاتصال بالفريق الذي قتله مراد، مراد يأخذ ياسين للعلاج عند طبيب ويخرج لمحاولة القضاء عليهم
- تذهب زينب\اسيا إلى بيتها القديم في إسطنبول (الذي كانت به يوم تركها مراد على قيد الحياة). (تتذكر ليلة خروجها تلك الليلة ودفنها خنجر مميز دافعت به عن نفسها ضد مراد) وتحفر على السكين الذي اخفته في تلك الليلة الماطرة بعد خروجها، يرن هاتفها وتصل معها (مريم) لتخبرها باختفاء اوكهان الذي تترأس حراسته عندها تطير إلى رومانيا
- يوسف فهمي كوزوزاده يهرب ويتعرف إلى الأستاذ اوكتان (أستاذه الذي كان يبحث عنه في نهاية الجزء التاسع) ويهربون نهارا، يقضي على حراس سميث ويترك المساجين يهربون ويهرب مع الثلاثة بسيارة ويبلغ أحد رجال سميث الذين لم يموتوا سميث بأنهم هربوا ليلحقوا بهم
- ليلاً يوسف والثلاثة في غابة يختبئون ويلاحقهم سميث، يسيطر يوسف على مجموعة منهم ويأخذ سلاح وهاتف ويتصلون بمراد القريب منهم ومن مكان حرق صقر ساغير، ثم يأتي سميث مع رجاله ويبدأ إطلاق النار ينفذ الرصاص من يوسف ويصل مراد وينقذهم ويهرب سميث. لأول مرة يرى مراد وجاهد يوسف حياً، يقوم مراد ب إسعاف جروح اوكتان ويأخذه للعلاج عند الطبيب الذي عنده ياسين.
- الظل مع آريال خبير كمبيوتر وبرمجة يقوم ببرمجة برنامج لاختيار قوات اتوماتيكيا لحماية الظل، ويقرر أن يقابل أشخاصا ومبادلتهم بطلباته مقابل عصا الملك السامي
- مراد ويوسف: يتحدث مراد مع يوسف حول طلب مراد يوسف للحديث معه ويخبره يوسف أن اوكتان طلبه أيضا لكن لم يقابلهما (عالأغلب قبل حادثة اغتيال يوسف والتي ضن الجميع أنه مات بها)، يخبره مراد أنه أراد تحذيره، ويخبره أن من خدمهم أبوه وقد دربوه ليكون مرشح الرئاسة في تركيا في الذكرى المئوية لتأسيس تركيا(عائلة كوزو زاده من أكبر العاءلات وأغناها)، يخبره يوسف أنه عدو لعائلته ومراد يدافع ولا يلتفت يوسف لكلام مراد
- فهمي مع ابنه كنعان يتحدثان، يقف ابنه الذي لا يمشي ويمشي ويفرح الأب، يجلسه على مكتبه، يدخل حقي مرتبكا لا يتكلم... ثم يتحدثون عن سيباستيان وعن استثماره بالطاقة والسيارات... يدخل حقي ولا يتكلم مندهشاً، ويدخل يوسف
- في رومانيا / بوكريش، مريم صديقة زينب مع رجل يتعقبان... وتأتي اسيا وتخبرها عن فقدان رجل أعمال ترافقه اسمه اوكهان، تشاهد اسيا الفيديو لترى صورة زعيم المافيا في رومانيا ادريان صانكو ... تذهبان معاً لإيجاد اوكهان وتصاب مريم وتدخلها مستشفى ويتم علاجها
- سيدة تلبس الأحمر تلتقي بالظل يعطيها عقد جميل، ترفضه، تخبره أنها ليست حامل، فيقتلها، ويذهب لخياط الملابس ويخبره اريان عن اجتماع القدس
- مراد مع جاهد يحاول الربط بين سرقة العصا وخطف العالمين وتحديث الخطط قبل مئة عام وختم خريطة الظل بدم الكاردينال وعن متابعة الاجتماعات السرية، وعن يوسف فهمي... عمران بالمكتب يأتيه سهى طارق ويتحدثون عن رجال مراد الذين ماتوا، ويأتي مراد، عارف يجد ل جاهد طرف خيط لعمليات إسطنبول ويبحث،
- في القدس: الظل يحضر اجتماع لأشخاص مهمين يغطون وجوههم بأقنعة بيضاء ويلبسون الأبيض عدا واحد الأسود يلبس، ويعرفهم بنفسه، يطلب منهم عدم معارضته مقابل إعطاءهم عصا الملك السامي... ذو البدلة السوداء وحده يزيل القناع والعصا معه،
- اسيا/. زينب تعود لبيتها لتجد مراد بانتظارها... النهاية.

### الحلقة (266) 6,58 اكتوبر2015
يكون مراد في بيت اسيا / زينب يتحدثان يسألها عن عملها ووجودها بقبرص ثم يهاجمهم رجال وتهرب من مراد مع رجل الظل الذي كان يلاحقها، تقتل السائق وتذهب إلى مكتب الظل وتنتظره. جاهد يكون يتابع البحث في المستودع ويلاحقه الرجال وماركوس لكن مراد ينقذه بعد نفاذ الرصاص ويعتقل ماركوس (الذي ظهر في الحلقة 1) ويأخذه إلى مكتبه حيث يعذبه جاهد مع الرجل الذي اعتقله في قبرص، ثم مراد يقوم بالقضاء عليهما بسلاح بومب اكشن
الظل بالعراق عائد من القدس يدخل إلى متحف معه سكين منيز لرجاله، ويكون رجاله قد قضوا على الكل، ويأخذ كتاب من تابوت مكتوب عليه (artes pugnanh) أي فن القتال (بالتركية: Savaś sanati)... يصل لمكتبه وتتحدث معه وتعطيه رقمها، وتحذره من أن يرسل أحداً يلاحقها
متا ايمار وجون سميث يلتقيان حيث جون سيبقى في إسطنبول ويتفقان على محاولة قتل يوسف كوزوزاده مرة أخرى (هما من نفذا الأمر في الجزء التاسع) ويطلب منه البحث في أمر فريق يعمل على المصادر الطبيعية في  تركيا.
بينما الرجل بالقدس الذي أعطاه الظل عصا الملك السامي، تتحدث معه مساعدته الشقراء روز عن أن مارتن أراد العصا ذاتها ثم أن روز كانت تنتقد مارتن لأن أهدافه خاطئة، ثم يقوم الرجل بكتابة نوتة موسيقية ويرسلها برسالة إلى روز.
اوكتام بالمستشفى متعب (البروفيسور اوكتام كان من فريق اصلان اقبي الذي درب مراد)، ثم مراد يبحث في أمر مريم صديقة زينب/اسيا. ويراها ويخبر رجال اسيا بذلك بينما هي مع الظل ثم يلتقي بالأستاذ، حيث يخبره عن جون سميث والاحتياط لحماية العلماء الذين يلاحقهم
يوسف مع أخيه وأبيه... يخرج وتلحقه سيارة لرجال حقي ويصرفهم، يذهب إلى مستشفى مراد علمدار ليطمئن على البروفيسور اوكتام ويلتقى حسني، ثم يذهب إلى متى ايمار ويخبره يوسف أنه يعرف أنه (أي متى وراء محاولة اغتياله). متى يراوغه بالكلام... يوسف يتذكر ما حدث معه، ثم تأتي عذراء التي يخبرها أنه سوف يتركها وينساها (لأنه رآها سابقا مع شخص أعطاها أزهار)
اسيا تُهَرِب مريم بطريقة تخدع بها مراد وجاهد، ومراد يحقق مع الطبيب وجاهد يحقق في أمر الرجلين الذين كانا بالسيارة التي خدعتهم بها ليجد أن مربم والرجلان تعالجا من تعاطي المخدرات في مشفى واحد في فترة واحدة والمستشفى أغلق من خمس سنوات في بورصة
آريال رجل الظل يبدأ بعمليات الحصول على اللاجئيين السوريين حيث يوهمهم أنه سيساعدهم ويأخذهم لمكان للرعاية ويتم فصلهم إلى شباب يدربهم ليكونوا مقاتلين لدولته «مملكة بابل التي يريد إنشائها» ومرضى للتجارب والباقي إما يقضي عليهم أو يسفرهم إلى اوروبا، ويكون طبيب يشرف على الأمر ويكون دور اسيا تدريب الشباب المقاتلين لأجل قوات دارك ريفير التي يقودها الظل
يجد مراد مستشفى للظل يقوم بعمل تجارب طبية فيها وأخذ أعضاء اللاجئين الذين يجدهم ثم يبحث في مكاتب ليجد أن زينب مسجلة كأنها ميتة وأن لها اسم جديد، ثم يجد وراء المغسلة ذاكرة كمبيوتر والتي عليها معلومات سرية ويأخذها، ثم يجد جاهد ممر سري، بالوقت الذي يتم خطف عذراء من متى ايمار. يجد جاهد ممر سري ويذهبان ليجدا سوريين لاجئين (حيث أن الظل يتخلص من الأطفال وكبار السن) يتم قتلهم بغاز مميت لكن يستطيع مراد إنقاذهم، وتبدأ اسيا بتدريب أول مجموعة من الشباب لأجل الظل، عن طريق فتح الباب وقطع الغاز عنهم ويخرج حاملاً طفل اغمي عليه بشكل يعطيه كاريزما رائعة 

### الحلقة (267) 7,815 اكتوبر2015
مراد يخرج السوريين المحتجزين والطبيب يهرب واسيا تدرب الشباب الذين تم اختيارهم

### الحلقة (268) 9,10.22 اكتوبر2015
عمران يعمل شاي ويأتي مراد غاضبا وجاهد وبعد قيامه بقتل فاروق سابقاً. يخبرهم أنه يلاحق فاروق الذي قتل عائلته، يخرجان ليلاً ويشغل جاهد أغنية اتيت عاريا وتعود الذكريات بمراد إلى الجزء التاسع عندما اجتمع مع أصحابه في بيت وعمل لهم أكلته اللذيذة (البيض مع البندورة المطبوخة)وهم الآن معظمهم مات على يد الظل وأمه وأبوه وليلى ويتذكر ويتذكر... في  سويسرا، مراد وجاهد صباحاً يدخل لبيت ويكونوا رجاله، ويعطيهم هدايا. يدخلان إلى بيت جميل به رهف وصوفي التي لم تظهر بعد الحلقة الأولى، يتركها وتعانق صوفي جاهد ويعطيها سنسال. سهى طارق مع عمران ويعطيه شاي خاص والقرص الذي أخذه مراد من المشفى حيث تم فك الشيفرة. يتصل عمران ويعودون. ويتضح لمراد من قائمة أشخاص استغلال الظل لأمراضهم للقيام ببعض المهام له
الظل يلتقي شتيت اوزار في تركيا وآخر اسمه عمران تازجو وهو تاجر مخدرات، ويخبرهم بتأسيس نظام جديد يديره معهم، ويعد شتين بعلاجه من مرض الكلى. جاهد يلتقي اوكتاي من المخابرات ويعطيه معلومات ثم يتصل باوكتاي رجاله حيث حددوا مكان عمران ويقتحمونه ثم يقضي الظل على الشرطة ثم يقتل عمران ورجاله ويمسح بصماته
يأخذ مراد الأسماء ويذهبون بداية إلى (حارس الرجل يتذكر عمران وخاله) الذي زوجته مريضة ويحقق مع الرجل ويحذره ويعود للمكتب ويبحث بالملفات والأشخاص. ويتصل لإخباره بحالة اوكتام المتعب صحيا. يجمع مراد أصحاب الملفات وهم مسؤولين ومرضى (يتكين... حوالي عشرة) ويحذرهم من استغلالهم بالمال أو القوة أو المنصب أو العلاج. 
اسيا تعتني ب مريم ويتصل بها الظل، ويتحدثان عن المرأة السورية التي كان يتم استأصال كليتها عند مداهمة مراد لمشفاه ويخططان لأخذها بمساعدة اسيا... تذهب اسيا للمشفى وتتنكر وتبحث بين اللاجئين السوريين عن المرأة وتجدها وتخرجها.. وترى اوكتام بالصدفة.. (تتذكر اوكتام وطرده لها زمان وتذكر اسم اصلان اقبي بيك). تعطي فريقها المرأة وتعود ل اوكتام ... ويعرف حسني ويخبر مراد الذي يصل إلى اسم شتين من ملف المرأة، يذهب جاهد للبحث عنه بينما يتم الاستعداد للعملية ويتحدثان مع ابنه ايفرين ويعرفان المكان الذي سيتم إجراء العملية به 
يوسف كوزوزاده يحقق بمن حاولوا خطف أستاذه وفهمي يلتقي متا ايمار لأجل مشروع يوسف عن المعادن ب تركيا ويصل يوسف ثم يخبر يوسف أباه عمن يلاحقوه وعن متا، ويتحاوران عن عمل والده ثم يخبره أن متا لاحقه. متا يلتقي سميث ويتفقان على قتل يوسف، واسيا بالمستشفى تبحث عن اوكتام
مراد عند بيت شتين ويدخل ويرفض الظل طلب اريان الخروج ويكون آخر ما تبقى ثلاثة من قوات اسيا ... النهاية

### الحلقة (269) 11,12.29 أكتوبر2015
(ليلا) يدخل مراد ويسيطر ويمسك بمريم ويقطع الكهرباء ثم يخرج الظل مع الأطباء (أغنية بطبيعة الحال أنت بداخلي ...) ويجد مراد مكان العملية السرية، ويفجرون المخرج ويكملون العملية بالإسعاف ويموت شتين المريض، ويحقق مع مريم (زينب اوغور/ اسيا تونا)
اسيا في المشفى وتصل لغرفة اوكتام وتضع سما له بالسيروم، حسني مع ياسين الذي شفي ولحيته طويلة يتحدثون عن المريضة ... يصل ياسين لمكان دخولها ... تتصل بمريم ويرد مراد ... تخرج مع حسني ... ومراد يصل ويرى أن اسيا سممته بالمورفين ويحقنه الطبيب بنالاكسام ويستقر وضعه. اريان يخبر ايفران بأن أباه مات باغتيال من مراد علمدار واريان يخطط للتخريب باسطنبول لخطته وتأتي اسيا وتتشاجر مع الظل 
(صباحاً) مراد يخبر جاهد قبل 20 سنة أن زينب كانت مع اصلان بيك ثم صدر أمر قتلها إليه لكنه لم ينفذه (كما ظهر أول الحلقات) وكانت قد ولدت طفلا من فترة بسيطة وساعدها بالهرب ولم يخبر أحدا
كنعان يحدث يوسف عن عذراء المفقودة وتغيره، وعذراء محبوسة وحارسها الأصم يصنع شيئا ما، يأتي متا ايمار ويخبره بقتلها عند الأمر له. ألتاي الذي يحميه يوسف تتصل به أستاذته الكبيرة بالسن والتي يظن أنها ماتت وتريد لقائه... يذهب ويلتقيها ويأتي رجال سميث ويأخذوه دون أستاذته ... وفهمي قلق من وضع ابنه يوسف وجون سميث الذي أراد قتله ... يوسف يذهب لبيت عذراء ليجد الشخص الذي أعطاها وردا وتركها بسببه ويكون يعرفه وهو زميلها بالعمل وسيتزوج قريبا (سبب تركه لها يظهر أنه خاطئ) وهناك من يراقبه
اسيا تذهب لمكتب مراد لمقايضة حسني بمريم ورجالها، ويظهر أن اسيا تظن أن ابنها مات وتخبر مراد بمعرفتها أمور كثيرة عن الظل، ويخبرها عن الخنجر المميز الذي لديها
سميث مع متا ورجاله يجدون التاي، ومراد مع الأستاذ يتحدثون عن تحركات عشيرة ذباب، والظل يلتقي ب عزيز من عشيرة ذباب
بالقدس تأتي روز زوجة مارتن للقاء الأصلع ويتحدثان عن مراد والظل وخلط الأوراق بالمنطقة وتأسيسها (يظهر أنه له درجة عالية بين منظمته حراس المعبد)
(ليلا) مراد يتحضر للتبادل ويخرج ويعطيها الرجلان ومريم تعطيه حسني ويعطيها مفتاحا ويحاول استمالتها للعودة عن طريقها ويضع على كتفها جهاز تعقب ويخبرهم حسني بطريقة أسره بشكل مغير بما حدث ويلاحقها مراد وتذهب إلى اريان لتأمين اجتماع مهم واريان لا يحب العمل معها 
يتم ملاحقة يوسف ويحدث اشتباك تحت المطر ويثبتهم ويذهب ومتا يرى رجاله على الأرض
الأستاذة تذهب إلى مكتب مراد بينما التاي يحقق معه سميث ويأتي فهمي إليه ويهدده بالابتعاد عن ابنه أو إنهاء الشراكة وسهى طارق وهوداي يستقبلون السوريين في جمعية له 
يصل مراد للمكان وهي موجودة دون وجود الظل، ويكون اريان مع ستة أشخاص ليقوموا بالتواصل عبر صفحات عبر الإنترنت مع أفراد لعمل اضطرابات في ستة محافظات ويخرجون للفندق مع فريق اريان وليس اسيا ويقضي عليهم جميعا
الأستاذ يجتمع مع عزيز والظل

### الحلقة 13,145 نوفمبر2015(270)
(ليلا)، مراد وجاهد يهاجمون واريان مع اسيا يهربون ويجد لابتوب .. عمران مع الأستاذة أناضولة السلجوقية ويأتي مراد ويدخل جاهد لكن تطلب أن يغادر، ثم تطلب منه إنقاذ التاي من سميث ومتى ويذهب جاهد إلى أم متا 
الأستاذ مع الظل ومراون اغا وعزيز يتحدثون عن شراء الأراضي وعشيرة ذباب والعشائر 
سميث يحقق مع التاي ويأتي متى وهو يسمع شيئا ما من هاتفه حديث عن يوسف ... يوسف يذهب لبيت عذراء ولا يجدها ويدخل ليجد ملفا وصورا عنه قديمة (ظلمها بظنه أنها أحبت غيره) ويتصل بسيلين يسأل عنها... جاهد مع أم متا ويأتي متا وتطلب منه مساعدة جاهد، وتتحدث معهم عن الزواج
اسيا مع الظل واريان ويتحدثون عن الأمن بالعمليات ... في ألمانيا يتم تحضير صواريخ وأسلحة ... اسيا جالسة وتفكر بكلامها مع مراد، وتتذكر طفلها بالمشفى ويأتي اوكتام ويناديها زينب ويأخذ الطفل وهي تبكي بحرقة... 
(صباحا) الظل مع اسيا يتحدث عن فهمي كوزوزاده وكنان ويوسف الذي سيلتقيهم، ويأتي اريان بلباس حفلة وقد حلق لحيته ... ثم فهمي مع أبنائه ويأتي الظل واسيا ترافقه ويراها يوسف، يتحدثون بمجال الاستثمار وبالمناجم مع يوسف ... كلام يوسف لم يعجب الظل وعزيز يأتي إليه 
يذهب مراد مع جاهد إلى مكان سميث ... عمران مع متى ... وسميث يستمع لشيء ما ... ويبدأ الاشتباك بطريقة درامية (جاهد ومراد يمشون دون إطلاق نار ورجال سميث يموتون حيث يكون قناصة ياسين ورائهم) ويظهر ياسين والقناصة بعد دخول مراد للبيت، ويهرب سميث ويلحقه مراد ويطلق من بعيد ويصيبه في أذنه لكنه يهرب، جاهد ينقذ التاي ويجد هاتف سميث ويستمع لما يستمع له ... ويتألم سميث ... يتم الاتصال بعمران ويغادر متا عندها (تم احتجاز متا لفترة)... يتصل سميث ب متا ليساعده
أحد رجال الأعمال بالصحافة صبري الذي يرغب الظل بالسيطرة عليه مع حارسه سفر الذي يعرف الخال سيفو خال عمران يأتيه اريان ويعطيه ملف ويضعه في خزنة سرية ... ثم يأتي رجل الأعمال لمراد ويتحدث الحارس مع عمران صديق خاله ... ويخبره بطلبهم بإحضار حاوية الأسلحة 
يعود مراد مع التاي وعندها تتحدث له الأستاذة سلجوقة عما تعرف خلال غيابها 20 سنة، حيث أنها لم تكن على طائرة العلماء التي تم تفجيرها وعملت بالخفاء لاكتشاف الثوريوم
يأتي متا لإنقاذ سميث داخل غابة جميلة... ويعالجه وتأتي طائرة لأجل سميث ... تصل شحنة الأسلحة من ألمانيا، مروان ذباب مع الظل عن اجتماع عشائر 
جاهد يذهب للقاء بوساط الذي لم يظهر من أول الجزء العاشر ... مراد يحاول فك تشفير اللابتوب الذي أخذه ويجد رقم مشفر 41102858 وحسني يخبر مراد باستقالته ومراد يرسله لعمله. ... ثم يعود حسنى لمكتبه ... تصل يوسف ورقة ويتصل حسني بيوسف يخبره عن اوكتام ... والشاحنة تصل لصبري
الظل مع اسيا ويحضر له صحفي ويصل إليه عدة رجال أعمال وعشائر للقاء بينهم خلاف عمره مئة عام، وبعد الحديث معهم بوجود مروان يقضي عليهم مع رجالهم 
يوسف مع مراد يسأله عن من حاول قتل اوكتام ويريه صورة اسيا وينكر معرفتها يتصل صبري ويخبره بالموعد والمكان وينادي جاهد وعمران ويتواصل يوسف مع الظل واسيا تنظف مكان الجريمة والظل يهدد مريم إذا رإها ثانية لكلامها 
في مكان ما يلتقي صبري مع مراد ويقومون بحركة وتأتي الشرطة بخطة مراد واوكتاي الشرطي ... يذهبون لمكان التسليم بخطة 
في القدس كارول مع روز ويتحدثون عن شخص وجدوه في روسيا لتلتقي به في روسيا، الثعلب اندريه جالس مع أمه توصيه بأخذ الثأر لستيفان والتي هي مريضة، يوسف بمكتب الظل ويرى اسيا ويخبره أنه يريد العمل معه بالمناجم ويتحدث عن اسمه واسم شركته يسنيناتف ويخرج للاتصال ويرى اسيا ويسألها عن سبب قتلها ل اوكتام ويخرج الظل ويراهما ..... يقود ياسين الشاحنة ويراقبهم البقية يتسلمون البضاعة ومراد داخل الصناديق واريان بمكتبه ... النهاية

### الحلقة 15,1612 نوفمبر2015(271)
مراد بالشاحنة التي بها الصواريخ واريان في مختبره ينظر لخرائط ويتصل ب رافائيل الذي هو قائد في دارك ريفير ويوسف مع الظل يتحدث عن المناجم ثم يتحدث مع اسيا وتحذره دون إجابته . مروان يشاهد خبر قتل رجال العشائر ويجتمع معهم الظل واريان، ويتم تسليم أسلحة لرجال مروان من دارك ريفر. اريال يري الظل خطته للفوضى بعد إطلاق الصواريخ من قوات داعش ويختار شخصا لإدارة الفوضى ومراد يتواصل مع جاهد وياسين وعمران يذهب لأجل صبري ويعطيهم التعليمات. واريال يخبر الظل ببدإ الفوضى.
سهى طارق مع هوداي والذي ضربه البعض والذي يخبر سهى بضرب البعض لشكري وله لأن شكري مربي لحية وأنه من داعش (خطة اريال) ويخبره قصة الخادم الفتان في القصر. 
اسيا في بيتها الجميل تبحث في علاقة يوسف ب اوكتام والظل سيخرج في جولة مع اسيا واريال إلى اورفا وسوريا
فهمي في مكتبه مع يوسف ويعلم بأمر سميث ويوسف مع أخيه كنان عن الطفولة وعذراء (ويتذكر كلام مراد معه عن تدريبه وابوه وجده) 
مراد ما زال بالشاحنة وقد بحث في بعض الأرقام. ويصلون الحدود التركية السورية (اورفا تل أبيض التي تسيطر داعش عليها) ويحلل رقم طويل معه ليظهر له تل أبيض وجهة الصورايخ ويخبر جاهد الذي يتصل بجهاد ... يصل سيارة الظل واريال واسيا (مليئة بالمال أيضا) خلف شاحنة الصواريخ التي على الحدود تحتاج إلى عبور ويحل اريان موضوع العبور بالمال. جاهد وياسين في تل أبيض ويأتي جهاد مع سيارة والذي لا يأخذ أي مال (بعكس رجال الظل). تخرب إشارة التعاقب بعد دخول سوريا ومراد يعمل حركة ويفتحون الشاحنة ويقوم بقتلهم ويحقق مع السائق بعد قتل كل الرجال (سيارة الظل ليست مع الشاحنة) والظل ومن معه يصلون، إلى مقر دارك ريفير ويتحدث أنه يعطي الأسلحة للجميع وأن هذا المكان كنزه السري الثمين، مراد يصعد مع السائق ويصلون والظل يستعدون للاجتماع
يصل مراد والسائق ويتجول بالمكان بين المرتزقة ويشاهد الأسلحة المكدسة ويبحث بالمخططات ويتصل بجاهد وياسين ثم يتصل ارهان عمران ويرسل معلومات بالحاسوب من جهاز حاسوب لأجل الاستخبارات وينتظرون الصباح وجاهد وياسين يشتبكون مع داعش. يجتمع الظل واريال مع داعشي ويعطيهم أموال باليورو 
(صباحا) في روسيا اندريه الثعلب يدفن أمه التي أوصته بالثأر (يتذكر عندما أراد مراد حرقه بالمسبح سبح إلى أسفله وذهب من مخرج سري وهذا ما توقعه الجميع) وتأتي إليه روز التي بعثها كارول من القدس إليه لمواجهة مراد والثعلب يخطط لقتل أخت مراد وتعطيه روز عنوانها في سويسرا ، وأولاق يأتي لعمران لأخذ المعلومات ويأتي بوساط
يصل الداعشي لاستلام الصاروخ ويتم البحث عن مراد ولا يجدون الصاروخ ويعلم اريال ويرون مراد بالكاميرات بالمستودع ويعصب الظل ويتحدث معه بالمكبرات ويحدثه عن هدفه بدولة بابل من النهر إلى النهر إلى البحر المعلقة في مكتبه ويبدأ الاشتباك والظل يتحدث عن أخذ شرق تركيا له، ويخرج مراد أمام المرتزقة في دارك ريفر ويقوم ياسين وجاهد والراية بقنصهم ويخرج مراد ويتم إطلاق أحد الصواريخ إلى مقر دارك ريفر ويفجره أمام عيني الظل ... النهاية

### الحلقة 17,1819 نوفمبر2015(272)
مراد بالمكتب مع عمران جاهد وياسين اولاق بوساط ثم ياتي الاستاذ وسهى طارق ويتحدثون مع الاستاذة اناضولة 
الظل مع اريان معصب مما حدث
التاي مع مسؤول ثم يأتي لمراد ..يخبره عن سهيل بيرفار ويخرج مراد وحده ويذهب لمكتبه لكن يخرج ذلك للعاب القمار ويذهب مراد اليهم ويضربه ويتم اعتقاله من الشرطة
سهى طارق مع مجموعة من الشباب ورجل كبير بالعمر ...
يوسف مع اوكتام المريض والذي يذكر اسم زينب ... عذراء ما زالت محبوسة مع الاخرس والذي يخرجها من الغرفة لأول مره وينظف المسدس الذي اعطاه ايه متا ايمار ويصيب نفسه خلال تنظيفه ... يخرج يوسف ويتصل مع متا ... نهاية الجزء1

### الحلقة 19,2026 نوفمبر2015(273)
(في 23/11/2015 توفي الفنان إسماعيل ايدي الذي يؤدي دور سهى طارق رحمه الله)
(ظهرا) مراد مع اسيا بالخارج تخبره عن القنبلة يدخلون وتجلس خلفه وتقوم بتعطيلها وعتد الخروج يقوم رجل بسيارة بيضاء بقتل بيرفار ويلحقه جاهد ويقبض عليه ويعرف منه أن اتصاله يكون بآريال عبر نظام سري جدا بينما بوساط يرسل ابن التاي إلى رهف وصوفي في سويسرا
مراد مع التاي والأستاذة بالمكتب سهى طارق يقرأ القرآن وهوداي يتحدثان عن خلاف بالرأي مع شباب الحي ويذهبون ويتحدثون عنده 
جاهد يأتي لمراد وبخبره عن الرجل ويسلمه للشرطة
متا يقوم بعمل خطة لكسب ثقة يوسف والتهرب من قتل عذرا ويوسف يتصل به ويخدعه ليذهب لمكان لإيجاد عذرا ويخبره أن رجال سميث خطفوها ... متا مع يوسف في مكان ما أخبره عنه متى ويجد عذرا وينقذها ويوصلها لبيتها اسيا تتهاوش مع الظل لأنه خدعها وقد تتركه نهائياً واريال يذهب إلى كارول ويستفسر عن أهمية اسيا وكارول يخبره أنها مهمة ولديها رجال حراسة خلف قادة دول قمة العشرين 
اسيا ببيتها تعمل على موقع شركتها وتأتي مريم من السفر بسبب عمل هام وهو قدوم عميل جديد ترتدي لباسها العمل وتتفرج مريم على مخطط لعائلة كوزوزاده وتأخذان أسلحة وتذهبان
سهى طارق مع مجموعة من الشباب يتحدث معهم ليرشدهم عما يخطط المخربون أن يفعلوا بعقولهم ويخبرهم قصة الدجاج والثعلب والذرة ، ويخبرهم بقراءة الكتب عنده دوما
سميث مع شباب يبحثون عن عمل ويخبر الشباب أنه مصاب بالجهاد وكأنه مسلم ويحثهم على الذهاب ويكون أحد الشباب معه بالأمر. يوسف بمكتبه مع كنان ... يخبره ما حدث معه «أنه خلال عودته من انكلترا للقاء اوكتام تم محاولة قتله ونجا بالبحر ثم اختفى بالشارع ثم ذهب لسوريا لإنقاذ اوكتام» 
مريم واسيا تتحدثان عن يوسف واوكتام ويصل عميلها الجديد لحراسته توماس والذي لديه برمجية من كوريا يريد بيعها 
مراد يراجع ملفات مع جاهد عن منفذي العمليات عبر المسجات ويصل إلى أنهم كانوا ناشطين على مواقع التواصل الاجتماعي وحالتهم المادية منخفضة والغضب والعدوانية ثم يقول عن زينب أنه يعرف عنها الكثير لكن لا يعرف إن كانت عدوة أم لا وأنها قد تكون جزء من خطة أكبر
زينب تذهب إلى كارول بلباس أنيق لأول مرة ترتدي تنورة ويكونان يعرفان بعضهما ويتحدث عن طلبه منها تأسيس جيش اسيوي خاص (وهو اسم شركتها) وتتحدث هي عن الظل وتجاوزاته لكن كارول يعتبر اسيا مهمة لسبب كبير، ويظهر أن اريال تم زرعه مع الظل، يحضر جاهد ملفات متابعة سهيل ويظهر أنه يدخل إلى بناء معين وفي أحد المرات خرج معه حقيبة وهي التي وجدها مراد عند اعتقاله. ويطلب منه تفاصيل ذلك البناء والمحلات وأسماء أصحابها
اريال مع الظل يتحدثون عن مروان واستيلاءه على مساحات جديدة (مروان ذباب وكيله بالحصول على الأراضي والظل يدعمه بالرجال والمال)... يأتي مروان ويتحدثون عن السلاح والمال ويذهبان اريال ومروان إلى صبري الذي امن نقل الصواريخ ... ويذهبان إليه ويهدده ايال ثم يخبره بنقل الأسلحة من ألمانيا إلى مروان بدل حادث الصواريخ وسفر مرافقه يتضايق منهم ويخرجه صبري بعصبية يجد يوسف ملفا به صورة وورقة من مجهول تبين أنها تدير عمليات أمنية (الأمن الاسيوي) وآخرها بتركيا أنها وراء اغتيال يوسف ويعرف كنان بذلك
اسبا ومريم بالفندق لحراسة لقاءات توماس مع زباءنه ويوسف يراقب الفندق الذي به توماس وأخبره عنه متا ويدخل وتخرج اسيا ومريم وتوماس للقاء عميل زبون ويكون كنان ويتصل كنان ليخبر يوسف
مراد من كشف أسماء الذين بالمبنى يصل إلى أن الخياط هو من عنده الجواب .. بنفس الوقت الظل عند الخياط الذي يعمل معه بشكل مباشر ويخططان ويعرفان أن الخياط سيأتيه مراد... يذهب مراد إليه ويحقق معه ويظهر أنه خدع مراد أي أن الظل هدده بقتل عائلته إذا لم ينفذ العمل وأخبره بوجود يترتين غير التي تم إبطال مفعولها
سهى والشباب عنده يقرؤون ويتعلمون الخط ويرشدهم إلى الصواب
متا بمكتبه يتفرج على صور لقاء اسيا بعميلها الجديد توماس روول ويخبر يوسف بذلك ويوسف يذهب للمستشفى لرؤية اوكتام ويعده بقتل زينب لكن اوكتام يخبره أنها أمه في مفاجئة لم يتوقعها 

### الحلقة 21,2226 نوفمبر2015(274)
مراد يتعقب الخياط والظل يقوم بعمل خطة مع الخياط للإيقاع بمراد لكنه يفشل بعدها يتعقب مراد الخياط والظل وفي نهاية الحلقة يصيب مراد الظل برصاصة بصدره

### الحلقة 23,243 ديسمبر2015(275)
مراد وجاهد مع فرقة الراية السوداء يقضون على بقية رجال الظل ولكن لا يجدون الظل بالمكان الذي أصابه به مراد. الفيس يظهر مجددا مع كارول لفتح صندوق الرسائل السري بطلب من أمون. ويوسف يتحدث مع فهمي بشأن البروفيسور اوكتام آرتورك ثم يخبره أنه التقاه في لندن ولم يخبره بالإشراف على ولادته. مراد يأمر ياسين بعمل علامة بارزة لشعار الراية السوداء التي يسميها أيضا فريق الضباب. اريال يلتقي كارول الذي يبهدله لما فعله الظل خارج المخطط ويتحدث عن القوة لمراد وما قام به من تدمير للظل خلال الحلقات الماضية 
كارول يطلب من اريال عمل خطة مع سميث لإدخال مراد كأنه مع داعش من أجل إدخال تركيا بالحرب، ومراد يرسم صورة للظل ويفتش بأوراقه ويعرف اسم شركته ويظهر بحثه عن الثوريوم
في سوسرا صوفي مع ايليف والطفل ، واندريه الثعلب يعتقل الداغستاني لمعرفة مكان صوفي ويهدده بعائلته، روز تأتي لكارول وتخبره، ويخبرها بخطة جر مراد لداعش
مراد مع الأستاذ ويعرف صورة الظل بأنه فريديناند، ويخبره باللقاء مع مروان ذباب ويطلب له عمل لقاء لاتحاد العشائر، والخياط يقابل كارول والذي هو على درجه رفيعة كما يظهر، فهمي مع حقي حول عملهم واوكتام يتحدثون ويتذكر كلامه مع مراد سابقاً عن بقاءه وأسرته وتهديده، ويوسف مع كنان في مطعم مع عذراء، ويوسف يضرب رجلا يتعاطى بالحمام ثم بالكراج مع أربعة آخرين ويرى كنان الموقف معجبا من قوة أخيه، ويعودون وكنان يتركهم ويتحدث مع أبيه
يأتي جاهد مع محسن الرجل الجديد ليكون حلقة وصل مع ال كي جي تي
مراد وجاهد يصلان إلى بوساط الذي يكون نائماً ويبهدلوه ويرى ابنته النائمة، بينما جاهد يكشف ضعف فريق الحماية بأهذ أسلحتهم خلال نومهم ووضع علامات عليهم، كارول يلتقي اسيا زينب لتنظيم أمن الاجتماع الكبير الذي يخطط له بينما سميث يجند الشباب للذهاب إلى سوريا ثم يأتي اريال للقائه ويطلب منه مساعدة كارول للإيقاع بمراد، فهمي يطلب من اسيا مراقبة ابنه بشكل سري عنه واسيا تكلف مريم صديقتها بذلك، ومراد مع ابنته، ويصل التاي في عيد ميلاد ابنه بيك الذي يقيم مع ايليف وصوفي، ويقرر أخذه لاسطنبول بينما الثعلب يتفاوض مع الداغستاني على مكان صوفي وعائلته، والداغساني يذهب ليتصل به ثم يذهب إليه ويحذره بطريقة سرية لأنهم يسمعونه ويراقبونه، ثم يرسل اريال وسميث الداغستاني بلباس سانتا كلوز لسوق حسب خطتهم ومراد وجاهد يلاحقونه ويستطيعون إفشال الخطة والتي يريدون منها تفجير بنك إسرائيل ثم إلصاقها بمراد وتركيا وتفشل الخطة واريال يحول الأمر لإلصاقه بمراد والداغستاني.
ورجال الثعلب يذهبون لبيت صوفي ويحاصرهم ورهف تطفئ الضوء ويحصل إطلاق نار

### الحلقة 25,2610 ديسمبر2015(276)
يتم أخذ مراد والداغستاني للتحقيق معه من الانتربول بتخطيط اريال وسميث، يقوم بوساط باعتقال رجال الثعلب ولكن يصاب التاي ويذهبون جميعا عدا بوساط ورجاله الذين يعتقلون الثعلب ورجاله. يكون الضابط متفق مع اريال وسميث واريال يكون مندوب الانتربول في الشرق الأوسط ويحققون مع مراد بعد فصله عن جاهد والداغستاني والثعلب يتم إنقاذه من قبل جماعة مجهولة ويقضون على رجال بوساط، يتم حجز مراد في غرفة ويتحدث معه سميث دون اريال ثم يطلقون غاز لموته بنوبة قلبية ولكن يكتم نفسه ويخرج ويخرجون جميعا يبهدل كارول اريال على عملهم وفشلهم. صفية والأطفال بالمشفى والتاي يتم علاجه ويتم نقل بوساط للعملية وروز تلاحق ايليف لكنها تهرب ببراعة صفية التي أصبحت حذرة ويصل مراد ومن معه
زينب ببيتها مع مريم يحضرون الطعام وتحرق يدها وتذهب مريم لإحضار الدواء وترى ملابس طفلها وتتصايحان ولا تتعشى زينب، بينما يتصل عمران لإخبار جاهد بوفاة سهى طارق ويبكي مراد عليه بحرقة ويعودون جميعا إلى إسطنبول
في عزاء سهى طارق (مات الفنان قبل هذه الحلقة بأسبوعين وهو كاتب بالمسلسل ذاته) يقرأ القارئ القرآن ويتذكر مراد وصية أبيه بالبقاء مع سهى وتحزن عليه صوفي وايليف التي علمها أمورا كثيرة ويتذكرون بابا عمر ونازك ويأتي مراد ويتحدث أنه لن يفترق عنهم لأن الحياة قصيرة
في العراق الأستاذ يجتمع مع العشائر ما عدا مروان ذباب ويشكون من قوات ومروان ويطمنهم وأيضا يخبرهم ياسين أنه سيشكل قوة من الراية السوداء لتدريب رجالهم، بينما مروان مع اريال وسميث بالعراق ويخبرهم بنفاذ الأسلحة والذخيرة ويسألهم عن الظل الذي لم يظهر في هذه الحلقة أيضا، وزينب تشرب القهوة مع مريم
يوسف مع اوكتام المريض يحدثه ويسأله واوكتام صاحي ولكن على التنفس وينظر إليه ثم يخرج ويتعقب مريم إلى بيتها ويدخل ويتفحص الأوراق ويرى حاسوبها والمعلومات التي تضعها على أحد اللوحات ويركز على صورة اوكتام ثم يأخذ شيئا منها (شعرها عالأغلب ويضعه في كيس)
مراد مع الأستاذة والتاي وجاهد وعمران حزينون على سهى طارق الذي مات فعلا بشكل حقيقي ويبكون عليه ويتحدثون عن معرفته والراحة عند الحديث معه ويتكلم مراد عن العناء في إيجاده بناء على وصية والده  بينما اسيا تلتقي كارول ثانية ويهديها تمثالا للسيدة مريم ويلمح إلى وجود طفل لها بطريقة خبيثة، والأستاذ يتصل بمراد بعد اتصال مروان ذباب به ومحاولة اريال تحديد موقعه، ثم يخبر جاهد بإحضار الداغستاني إلى تركيا وذهابه إلى العراق وأناضولة تجري فحوصات وتكون جيدة وتخبر مراد الذي يشكو لها الوحدة بعد وفاة أصدقائه وخصوصا سهى طارق
يلتقي الأستاذ مع مروان والعشائر التي تسانده بوجود طاهر بيك ووجود جاهد وياسين، وتعود اسيا زينب وتشعر بدخول أحدهم إلى بيتها بعد نظرها إلى صورة أوكتام التي حركها يوسف، ويذهب يوسف لتحليل العينة
مروان مع سميث يضع كمينا للأستاذ لكن جاهد يتوقعه ويستطيع مساعدة الأستاذ وإبعاده، ويحقق معه جاهد والأستاذ ويخبرهم بوجود رجال الظل ويكون بتخطيط من اريال بحال فشلت الخطة الأولى ويذهب اهد والجميع للمهاجمة مع مروان، ويهاجم اريال مكان الأستاذ بعد أن وضع مروان تعقب في قلم الأستاذ عند طلبه منه خلال الاجتماع ويصل اريال ورجاله للمكان
كارول والفيس وآخر يضعون أمامهم صندوقا سريا ومهما ثم تصله رسالة مختومة ويكون بها قائمة المدعوين للاجتماع ويكون اسم مراد بها

### الحلقة 27,28 (277)
يعتقل اريال الأستاذ ويرسله إلى كارول لكن يقوم الظل الذي لم يظهر في الحلقتين الماضيتين بإنقاذه ويعود جاهد وياسين إلى مكان الاجتماع  وفي طريق نقل الأستاذ يتم قنص جميع من ينقلوه ويترك الأستاذ ويكون القناص الظل الذي يكشف نفسه للأستاذ، ويعود اريال إلى المكان ليجد واحدا على قيد الحياة فيقضي عليه بسبب الشك به ويستخرج الرصاصة التي أصابته وينظر إليها، أما الظل فيذهب إلى بيت وتكون به سيدة شقراء اسمها سارة تعالجه، ومروان يرشد جاهد وياسين إلى قاعدة جوية يجدون الأستاذ بالقرب منها وينقذونه. مراد يخبر مروان بسرقة الظل النفط من أرضه سرا إلى تركيا والظل يتوعد وكارول وستانلي والفيس يكلفون اسيا زينب بنقل رسائل الاجتماع الكبير إلى فهمي ومراد وتطلب من مريم الاتصال مع اوزي.
سلجوقة تتعرف إلى ايليف وصوفي تعود للعمل الخيري بجمعية مراد التي أسسها سهى طارق، وفهمي يكلف كنان ويوسف بإدارة شركات الطاقة والسيارات، ويوسف يوظف عذرا مستشارة قانونية له، الظل يعود ليلتقي مع اريال ويتحدثان ويخبره أن كارول يريد لقائهم ويذهب إلى فهمي لأنه يريد اسم شركة أخرى غير سينتاتيف لإدارة عمله بعد كشفها.مروان بعد معرفته بخط الأنابيب السري يهاجم المكان ويستولي عليه ويهدد الظل، بينما اسيا تسلم فهمي دعوة للاجتماع الكبير من كارول وفهمي يرسل بدلا منه يوسف، ويخبره أن لا يعاكس أحدا بالاجتماع الذي يتم عقده كل مئة سنة مرة واحدة. وزينب تذهب إلى مراد ويتذكر مراد مغلفا قديما كتب عليه 2015 ووضع به أوراق قرص مدمج في الجزء الثاني من المسلسل. الظل يذهب للقاء كارول ويتجادلان حول موازين القوى ومن يمكنه التنفيذ ومن لديه القرار. ثم يذهب إلى بيت مروان ويتحدث معه بأن يظهر أمام الجميع أنه عدو للظل والظل يهاجم رجاله ...
يبدأ التحضير للقاء الكبير وتتصل اسيا بيوسف الذي يذهب لأخذ نتيجة التحليل ويكون التطابق 99%، وتجتمع اسيا مع اوزو الحارس الشخصي ل الفيس وتلميذها سابقا وصديقها والذي يظهر لأول مرة بالجزء العاشر، ثم يظهر مراد  ويذهب بقارب، ويأتي كارول وستانلي والفيس وعشرة أشخاص آخرين في جزيرة ما في البحر الأبيض المتوسط هم ممثلين للعائلات التي تحكم العالم، وهم بحسب أشكالهم من مختلف دول العالم والديانات والأعراق، ويتحدثون مع بعضهم، ثم يفتح كارول صندوق القرن أو ما شابه وينادي على أسماء تأتي بهم اسيا مغمضين العيون وهؤلاء هم من ينفذون القرارات التي تصدرعن من يتحكمون بالكوكب ، ثم يأتي اسم مراد ويعترض البعض عليه وتأتي به اسيا ويرفع ستارة العين عن وجهه ليرى كارول أخو مارتن .... النهاية

### الحلقة 29,30 (278) 7 يناير 2016
يتحدث مراد مع كارول حول خلافهم وينظر مراد في كافة الوجوه لحفظها ولا يتفقون مطلقا.... ثم يأتي دور يوسف فهمي كوزوزاده الذي يكون طلبهم منه قتل مراد ليحكم هو وعائلته تركيا كلها. في وسط الحلقة يخبر اوكتام يوسف أنه ليس ابن فهمي وأنه تم القيام بعملية تلقيح صناعي من أب مجهول دون علمه لزينب وتم تبديل الطفل مكان ابن يوسف وماتت زوجته بعد ساعات من الولادة وهي ضمن خطة اصلان اقبي منذ زمن طويل
يطلب اوكتام مراد ويكتب له في دفتر ما عنوانه «خطة اصلان اقبي ويوسف كوزوزاده» ولا يهتم بها مراد ثم يخبره أن يوسف ابنه وأن زينب لا تعرف من هو المانح لعملية التلقيح الصناعي.

### الحلقة 31,32 (279) 14 يناير 2016
(ليلا في الشتاء وسقوط الثلج) يكون مراد مع اوكتام في المشفى ويخبره اوكتام بخطة اصلان عن طريق عمل فحوص لمراد منها الحيوانات المنوية وإيهامه أنها فحوص عادية ثم عمل تلقيح صناعي لزينب التي هي من فريق اصلان دون معرفتها بالمانح ... ويعطيه التفاصيل مكتوبة ويغضب مراد ويتذكر الفحوص التي أجراها له اوكتام سابقا، ثم يأخذه اوكتام ليريه مكان العمل والتخطيط ويرى مراد الملفات ثم بعد ذلك يفجر المكان، أما يوسف فيلتقي اسيا زينب ويخبرها بكل برود أعصاب أنه أمامها ابنها وأن ابنها لم يمت، ويخبرها أن الأمر سيضل على ما هو عليه، أي ابنها مات وهو ابن فهمي، ويذهب ... ثم يظهر مراد ويوسف واسيا كل على حدة على أغنية ايبرو «تحمل يا قلبي تحمل» وتذهب هي إلى بيتها القديم ويذهب مراد لبيته ويوسف إلى المسجد ... على صوت الأذان يتوضأ ويدخل ويستمع إلى القرآن الذي يقرأه الإمام ويكون هوداي الذي يعمل لدى سهى طارق رحمه الله بالمسجد يلاحظ مار ما ويتفقد المسجد ليجد يوسف نائما في طبقة علوية فيضع عليه معطفه ويتركه ...
(صباحا) يستيقظ يوسف ويخرج إلى عائلته التي تخطط لعمل حفلة لعيد ميلاده قلقة عليه لكنه يتصل بعذرا للخروج معه للإفطار، بينما مراد في بيته يطلب من جاهد البحث عن يوسف كوزوزاده، أما زينب اسيا تستيقظ في بيتها وتتذكر كيف كان الأمر قبل سنوات يوم أن عادت من السوق وهي حامل بيوسف وأحضرت له ملابس أطفال ثم اتصل بها اوكتام بيك ويخبرها أنه تم نقل زوجة فهمي إلى المستشفى وأنه حان الوقت، (تكون اللقطة مشتركة بحيث أن اسيا الحقيقية تظهر مع اسيا الذكرى)وتحرك اسيا الحقيقية رأسها بعدم الذهاب وتخرج اسيا الذكرى، وتندم اسيا على ما فعلت ...
مراد يخصص يومه لابنته كي يلعب معها بالثلج بالمرجيحة على أغنية (بينما الثلج النحيل يتساقط يتحول إلى غبار يقول ايليف ايليف) ثم يصنعون رجل ثلجي ثم ينامون عالثلج ثم تخبره ايليف بأنها تريد الذهاب للمكتب الذي تعمل الأستاذة اناضولة به ... بينما جاهد يبحث عن يوسف وبالطريق يجد أحدهم يحاول جعل السيارات تدهسه لياسه فيأخذه معه ويسمع قصته واسمه عباس من ماردين في الشرق وأنه بسبب الإرهاب تم تدمير بيته وفقد عائلته وعمله وساعده جاهد بالعمل في مطعم ...
اريال يعطي كارول صورا تبين تفجير الظل للمدينة الأثرية (في الحلقة الماضية) ويغضب ويطلب لقائه بينما الظل مع يورغين يخبر اريال أنه لن يراه الآن ويتمرد عليه ...
يوسف مع عذرا في مطعم ثم يمشون في كالاموش ، بينما اسيا ببيتها القديم تلاعب قطة ثم تقرر أن ترتب البيت لتبقى به وتتصل بها مريم التي تكون في بيتها الأول مع اوزو تلميذ اسيا يتحدثان بينما يأتي رجال كارول لأخذ الظل ويذهب معهم... ويتحدث مع كارول أنه تحت امره وانه سيعوض تفجير المدينة الاثرية ببنائها من جديد لأجل كارول بعد أن قام بنقل ما فجره إلى مكان اخر.
مراد وجاهد يراقبون يوسف وعذرا الذين جلسا بعد ان مشيا بين الثلج وسأله مراد عن عذرا فأخبره أنها محامية (قد يكون مراد تذكر رهف حبيبته التي كانت محامية ويجلسون بنفس الطريقة) ثم يذهبان، بينما الأستاذة تذهب مع رهف وعمران لزراعة البذور وتتحدث مع عمران عن البذور العقيمة وأثر استيراد البذور على الاقتصاد، بينما جاهد يأخذ حبيبته صفية إلى الجمعية لتعمل بها...يوسف يوصل عذرا لمكانما بينما جاهد يأخذ صفية بعد الجمعية إلى المطعم الذي به عباس ويجده يتهاوش مع البعض من أول يوم ويساعده، هوداي أو هدائي يذهب لمراد لإخباره بأمر الجمعية وما صارت له بأمر الطفل حسن الذي ترك المدرسة ليعمل بتلميع الأحذية ليساعد جدته...
الظل يأخذ كارول إلى مكان ما في البحر الأبيض المتوسط ليريه أرضا شاسعة تم إعادة بناء المدينة الأثرية التي دمرها ونقلها بينما كارول يخبره بحقة بسي آخر ملوك بابل الذي له قوة خارقة ن وانه في باريس في متحف قصر قات بي وأنه سيخرج للعرض في شوارع باريس قريبا... مريم تتصل باسيا وتخبرها أنها ستأتي قريبا
في بيت سهى طارق، هدائي يغني على أنغام ربابة تركية أغنية «حيرتي في أمري» بوجود مراد وايليف وحسن وآخرون ويهم يوسف بالدخول لإرجاع المعطف لهدائي بعد أن وجد بطاقة عليها الاسم والعنوان ويجلس بالباب المفتوح يسمع الأغنية التي تلامس واقعه في كلماتها وكذلك مراد إلى نهايتها ثم يخبر مراد حسن بالعمل عند هدائي ساعتين باليوم بعد المدرسة ومقابل الأجر وأنه سيهتم بجدة حسن ويخبر هدائي أن يكمل ما كان سهى بيك الله يرحمه وايليف تحاول تعلم الخط بأدوات سهى ثم يخرجان ويكون المعطف بالخارج ولا يكون يوسف هناك 
مراد مع صفية في بيتهم يمدحان بعضهما ويتحدثان عن نعمة الاخوة، بينما عباس على الجسر يهدد بالانتحار إذا لم يأتي جاهد ، يذهب جاهد وبالتعاون مع الشرطة يأخذه وينقذه للمرة الثالثة
يذهب يوسف إلى شركتهم ليجد أنه هناك حفل بعيد ميلاده ويضل مع عذرا ثم تأتي اسيا ومريم وينسحب بعيدا عنها ويكون فهمي قد دعاها للحفلة، تعتذر عن الاستمرار بحماية يوسف وكنان بسبب إمكانية إغلاق مكتبها بتركيا، ثم تخرج بعد وصول رسالة لها ، بينما يوسف يخرج من أجل قتل مراد ...
يخرج مراد وحده ليمشي بشكل وكأنه ينتظر أحدهم بينما يوسف يتربص من بعيد ، ثم يقول «سامحني يا مراد علمدار» وتنتهي الحلقة
((ملاحظة: مدة الحلقة هي يوم واحد أي اربعه وعشرين ساعة وكانت الحلقة بدون اطلاق أي رصاصة أو موت أي أحد أو أي صراع بل كانت تصفية وتقارب بين كافة العائلات والاشخاص))

### الحلقة 33,34 (280) 20 يناير 2016
(ليلا في ليلة شتاء بلا مطر) يخرج مراد من بيته ويوسف يتربص به ويكون مراد بانتظار أحدهم وتأتي زينب ويتحدثان دون أن يخبرها أنه ابن يوسف ويطلب منها حماية يوسف من التعرض له لأن القوى التي يقودها كارول كلفته بقتل يوسف، عندها يغادر يلحقه يوسف ثم يأتي مراد من خلفه ويسحب المسدس من يده. على نغمة يوسف يتحدثان ويخبره مراد بأن يجعل ضميره حكما ويجد له مرشدا ويحدد طريقه وإذا ظن أنه بالطريق الصحيح فلا يتردد ويخبره بحياته المزيفة مرتين وأنه فقط اخبائه ويتركه ويذهب
كنان بمكتبه تسأله عذرا بفستانها الأزرق القصير عن يوسف ثم تسأل والده عنه وتتصل به ثم يخبرها بانشغاله، بينما زينب تعود لبيتها وتتحدث مع مريم عن أهمية الاهتمام بيوسف لأنه كان ضمن اللقاء الكبير وليس بسبب طلب فهمي، بينما يوسف في المكان الذي هاجمه به متا ايمار سابقا يشرب المشروب ويتذكر كلامه مع أمه هذه الليلة ومع مراد قبل قليل ثم يبدأ بتقديم السيارة بهدف الانتحار (أو يفكر بالانتحار) ثم يعود أدراجه،
يعود مراد للبيت ويجد صوفي نائمة خلال عملها للجمعية ويسألها عن شعورها حين علمت أن لها أخا أكبر فأخبرته أنها فرحت كثيرا وحزنت أنها لم تعرفه سابقا، (ربما يريد أن يتوقع شعور رهف عندما تعلم بأمر يوسف)، بينما يوسف الذي أصبح مخمورا توقفه دورية شرطة فيخرج من السيارة إلى غابة ويستمر بالشرب ويسقط ويكون هناك في بيت خشبي ونار مشتعلة رجل يعزف على الناي، يراه فيذهب إليه ويحضره ويحضر له القهوة كي يستيقظ من الشرب ويسأله عن اسمه فيخبره يوسف، عندها تظهر حكمة الرجل الذي يظهر لأول مرة حين يسأله (يوسف الذي في البئر أم السجن أم القصر) فيجيبه (يوسف الذي بالهاوية) (وقد يكون الرجل هو الرجل الحكيم المرشد الذي أشار له مراد قبلها)  ويذهب يوسف ويعود الرجل إلى عزف الناي.
(صباحا) عباس يأكل وجبات سريعة بمكتب مراد مع عمران ويأتي مراد محسن يسلمه أوراقا عن مكان اللقاء الكبير والأستاذة تخبر عباس وجاهد بمضار الوجبات السريعة التي بها مركبات تؤثر على الجسم كاملا ثم يذهب جاهد لبيت مراد ليسعد صفية والأستاذة تطلب من يمكنه تسجيل لكل ما تعرف وما لديها من بيانات لأجل إذا ما حدث لهم أمر ما هي والتاي.
يوسف يلتقي التاي ويعطيه رقمه للقائه عندما يستعد ثم يلتقي اباه ويخبره بتأجيل عملية مراد ثم يتصل بزينب للقائها والتي توافق ثم تأتيه عذراء بتنورة قصيرة سوداء وتهديه مفتاح دفتر مذكراتها أثناء غيابه ولا تعطيه الدفتر إلا عندما يعود إليهم بالحقيقة وتخرج، بينما فهمي يتحدث مع حقي عن اثار من خارج الوطن وضيوف من الداخل والخارج تحت اسم معرض بابل 
كارول يلتقي اريال ويعطيه موعد إخراج سيف ملك بابل الأخير ويخبر الظل به بينما جاهد وعباس يذهبون إلى بيت مراد ويبقى عباس بالبيت للعمل به ، ويذهب جاهد وصوفي وسيبال التي تعمل معها بالجمعية مع رهف إلى هدائي لتتعلم الخط ، وجاهد يخرج مع صفية، الأستاذة مع مراد تريه المعروضات الأثرية التي تسرقها داعش وتعرض في معارض أوروبا وتخبره بعزمها تسجيل معلوماتها وتأمينها عنده ، يوسف يلتقي زينب ويسألها عن سبب لقائها مراد وتخبره بأمور بسيطة ويطلب منها تأمين لقاء بينه وبين قادة اللقاء الكبير (أي كارول) وتوافق وتحذره من مراد.
الظل يحاول أخذ السيف أثناء نقله لكن يشك بسهولة الوصول إليه ويعرف أن الشاحنة طعم بينما حقي ينقل السيف والاثار الأصلية بشاحنة أخرى واسيا زينب تنقل طلب يوسف لكارول الذي يوافق عليه ويطلب لقاء روز بينما الظل مع يورغين واريال يعرف مكان المعرض ومراد مع الأستاذ وياسين الذي يرتدي بدلة لأول مرة بالمسلسل يتحدثون حول العشائر بالعراق وتدريب رجالها ويقول الأستاذ أنه سوف يحضر المؤتمر ويطلب مراد أن يكون معه جاهد، جاهد وسيبال وصفية يعودون بينما عباس يعمل بالبيت وينادي صفية زوجة أخي عدة مرات مع ابتسامات صفية وسيبال، واسيا تذهب إلى الظل وتتحدث معه بتحدي ثم تخبره بأن تعرض عليه عملا وإذا رفض ستعرضه على عدوه
ليلا مراد بمكتبه ويأتي بوساط الذي كان مصابا ويخبره بضرورة انضمامه إلى الراية السوداء تحت إمرة ياسين
في المعرض الذي يتكون من أسلحة قديمة من السيوف والخناجر من بينها سيف الظل البالبلي يحضر الأستاذ وجاهد وأيضا يكون يورغين وحقي وغيرهم ويتحدث جاهد مع حقي ، بينما محسن يتحدث مع مراد حول الظل ، تأتي اسيا لتعرض على مراد أن يبتعد عن ابنها مقابل أن تسلمه الظل ، يوسف تأتيه روز من كارول بمكتبها ويخبرها أن مراد أخبره بوجود جاسوس له بالمجلس السامي وأخبرته روز أنه إن لم يثبت كلامه سوف يعاقبونه ، مراد بمكتبه (موسيقى الاكشن) قاطب الحاجبين ويخرج مسدسه ويخرج وحده، بينما بالمعرض الظل يدخل وحده ويقضى على الحراس ويصل آلة السيف، خلال إعطاء لمحة عن العرض الذي يضم أسلحة لتاريخ بابل منها سيف ملك بابل الأخير بلشازير
عند الدخول للمعرض يلاحظ جاهد يورغين الذي يراه لأول مرة يخرج من المكان وعند الدخول يجدون أحد السيوف مفقودا، عندها يخرج جاهد والأستاذ، جاهد يلاحق يورغين لكنه يهرب، بينما مراد يذهب لرؤية صفية ورهف التي تتعلم الخط العربي، ويخرج مودعا لهم لأنه سيغيب فترة عنهم.
//
يخرج مراد مرتديا معطفه ، ويكون الظل يتأمل سيفه ، ثم يتبع مراد اسيا بسيارته لسيارتها ويذهبان إلى مكان خال على أساس أنها ستسلمه الظل، وبلحظة يحيط به رجال الظل ، وتقول له (اسفة لحماية ابني هذا) وتذهب ويأتي يورغين ويأخذ سلاحه ثم يظهر الظل 

### الحلقة (281) 35,36
(ليلا) مراد مع الظل ورجاله ويكون يرتدي السترة المتفجرة التي صنعها الظل ويأخذه من بين رجاله واريال يشك باسيا التي تخاف من إفلات مراد منهم ومراد يتصل بجاهد لإخفاء صفية وايليف بينما يذهب ياسين وبوساط إلى العراق، ويورغين واريال يبحثون واسيا تدخل على الخط ومراد يغير السيارة ويضرب الظل بعد ذكره لعاكف وقتله لرجاله، ويوسف يتذكر وتتصل به اسيا وتذهب إليه وتحذره من مراد ويخبرها أن تبتعد وجاهد يأخذ صوفي وايليف ويلاحقهم يورغين ويقوم جاهد بردهم مع عباس الذي يريد أن يموت
يوسف يذهب للرجل الذي بالكوخ وويكون الرجل يعالج قدم كلب مكسورة ويتحدث مع يوسف عن الثقل الذي يحمله على ظهره ثم يعزف على الناي معزوفة بابا عمر ومن بعده سهى طارق رحمة الله عليهم، بينما صوفي وايليف يصلان إلى هوداي/هدائي ... ثم يأتي جاهد ويتحدثون ثم ينامون وجاهد وهدائي يحميهم... كارول يأتي إليه ستانلي ويخبره بقصة سيرجي زاكروف الذي يشك بأنه الخائن بالمجل (بحسب كلام يوسف ل روز والذي قال لها أن مراد أخبره به) ويكون معه خنجر هدية من زاكروف الذي تعود أصوله إلى ارمينيا، وعمران ورجاله يتحضرون مع الأستاذة. بينما يورغين يذهب إلى اريال ويخبره بعدم إيجادهم، واربال يستخدم صلاحية برمجية التخابر عن طريق الأمن نفسه مخاطرا بالكشف عنهم
يوسف مع الرجل الحكيم بالكوخ يشربون الشاي وينصحه (إياك أن تكسر قلب أحد، ولا تجرح روحه، لا تجرح الإنسان أسير الغربة، لا تجرح عاجزاً بالهجر عن طريق العشق، اصبر على البلاء ولا تجرح الرحمن، إن كنت من سلالة الإنسان في الفلك فلا تجرح روحا، لا تأثم لا تجرح فخر العالم،) ثم يقارب ليوسف بين قصة النبي يوسف عليه السلام واخيه بنيامين، ولين حال يوسف وماذا يفعل .. ويخبره ان يكتب قصته، ويذهب يوسف ...
(صباحا)على موسيقى رائعة يتناولون الإفطار مع المحتاجين، ويتحاورون مكان البيت الأمن، بينما اريال ويورغين يشكون باسيا ويتبادلون الكلام واريال يحدد مكالمة هاتفية تخص مراد ويتحركون، والأستاذة تلبس واقية رصاص خفيفة وتصد الرصاص وتحاول تجربتها ويرفض عمران ومحسن،

### الحلقة (285) 43+44 (3 مارس2016)
تبدا الحلقة بالتقاء جاهد مع مراد ويوسف في كوخ الرجل الحكيم 

### الحلقة (287) 47-48
في هذه الحلقة تعرف أن مراد أبو يوسف بعد أن أخبرها اوكتام ويساعد مراد جاهد الذي خطفه فهمي ليعاقبه على ما حدث في مركز الشرطة وينقذه مراد منهم، وتزعل صوفي منه، ويتم بالتعاون بين مراد وزينب ويوسف الإيقاع بالروسي الذي تم جعله كبش فداء لفرضية الخائن الذي طرحها يوسف، ثم يعترف الروسي أن ستانلي هو الخائن الفعلي ويعطيهم وثائق لذلك ، وتعطيها آسيا لكارول، بينما يوسف يقضي عليه. كارول بعد قرائته للوثائق يضع سم لستانلي بالشراب ويقوم بعمل جرح بيده ويضعه في كتاب (طقس اعدام معين) بوجود روز والجيش. يوسف يذهب إلى مكان لأول مرة نراه ويدخل في نفق ليدخل إلى مكان يكون به مراد (النهاية)

### الحلقة (288) 49- 50، 24 مارس 2016
يكون مراد مع يوسف في مخبئ سري خاص للقائهم ويخبره مراد بأمور كثيرة وعن ماضيه وعمله والهيئة وأهمية كارول وروبرت البرت ستون وامون وعلاقة را بهم، ويخبره عن الهيكلية التي يعمل بها الملك السامي ومن يقودونه وكيف يختفون عن الأنظار ولا يعرف عنهم أحد ومع ذلك يحركون العالم بحروبهم وأموالهم، ثم يسأله يوسف عن ابيه، زلان مراد لا يكذب يخبره أنه ابوه وأنه عرف ذلك مؤخرا لكن يوسف لا يستجيب ولا يصدق ويخرج غاضبا. هناك في سوريا قناصي الظل يحمون رجال الفرقة التي يتم تهريبها إلى تركيا لتقوم بعمل عمليات تخريبية، لكن النساء (أسماء واثنتين) يمررن من تلك المنطقة فيقتلهن القناصين وتهرب أسماء لتأتي بياسين ورجاله ثم يساندهم جاهد ن فيهر بالقناصين ويقتلون على جزء من الفرقة. بينما يصل القناص المسمى عازف الكمنه إلى إسطنبول ويقابل الظل.
عمل كنان وراكولن يتطور بعد ظهور الروسي الذي يطالب بمال من راسكون وتتطور طلباته من المال وتزيد مخالفا اتفاقه مع كنان، فيقتله كنان، بينما يتقابل فهمي مع اسيا التي تسأله عن إحدى الشركات ويلتقيان على العشاء ويخبرها عن صفات يوسف التي لا تعرفها... وصوفي تكون في سوريا ويلحقها جاهد ليلتقيا ويكتشف أن حبها زاد له، ولم يقل بعد أنه لم يذهب للعشاء ليلة خطف فهمي له.
حسني يكتشف استغلال المافيات للأطفال في لعب القمار، ويلاحق المشرفين على ذلك، ومراد في مكتبه يفكر ثم يقرر الخروج إلى شمال العراق، حيث يكون التحضير لمجلس اتحاد العشائر الذي سيندس فيه مروان على اساس أنه عدو الظل ويكون حليف له، ويجنمعون ويتكلم صاحب البيت، ثم يدخل الظل الذي يعدهم بأمور كثيرة، مثل المال والاستثمار مع تكرار اسم بابل، ويكون الاجتماع للعرب والأكراد والأتراك، وخلال حديثه جلب السلام يدخل مراد ويدحض كلامه.

### الحلقة (289) 51+52 31 مارس 2016
يصل مراد إلى اجتماع العشائر الذي انضم له الظل، ويستمع مراد لكلام الظل إلى النهاية والذي يعرض خارطة تبين الأمان التي يريد ان تتوحد تحت اسم بابل، ويعارضه مروان اغا وصادق اغا الذي دعا مراد إلى الاجتماع سرا، ويرد عليه مراد ويفضح أكاذيبه أمامهم ويعارضه مروان بشكل متفق عليه، ويرد مراد عليه ويشبهه بالذئب الذي أكل الحمل بدون ذنب مختلقا أعذارا كثيرة، ويخرجون ويشبهه أثناء الخروج بغراب الجثث، ويحضر الظل كمين لمراد من ضمنه القناصين ويورغين، لكن مراد ومن معه ومساندة جاهد وياسين يستطيع أن يقضي على الجميع ما عدا يورغين الذي هرب إلى الظل حيث كلفه الظل بقتل صادق اغا،
صوفي تقابل الغلام الذي قبض عليه ياسين وبوساط، لكي تغير رأيه من الانضمام إلى داعش، لكن الطفل يستغل غياب بوساط وياسين ويخطف صفية، ويلاحقه جاهد وحده. ويأخذها الطفل إلى أراضي مروان اغا الذي يحبسه مع صفية إلى حين أرسالها إلى داعش لبيعها، ويتحول الطفل إلى مساعدة صفية حيث يعطيها هاتف سرقه من أحد الرجال لترسل رسالة، ويلاحقها جاهد وحده ، ومراد يبحث ليجد المكان وفي مرحلة ما يفكر بالأمر ليكتشف خيانة مروان وتضليله لهم.
حسني يدخل إلى صالة القمار التي يتم استغلال الأطفال والعمال فيها، ويفوز بطريق معينة بمبلغ كبير من المال، مما يلفت النظر أليه حسب خطته ويطلبون منه الذهاب إلى مكان القمار الحقيقي.
يوسف يكون في مكان خاص لهن ويتذكر كلامه السابق مع مراد، ويقابل اسيا ويخبرها بأنه سيكشف ما جرى له، بينما والده في اجتماع يقرر تسليمهم كنان ويوسف إدارة الشركات (ويعرف بقتل كنان للروسي ماسيلي)والذهاب في رحلة، واسيا تقرر العمل مع شركة للنفط، دون الإفصاح عن السبب، وتلتقي بفهمي للمرة الثانية بمعرض رسم، بينما كنان يأخذ عذرا ويوسف لرؤية راسكون وركوب الخيل. ويذهب يوسف إلى مكتب مراد ولكن يخرجه عمران بعد أن تحدث بشكل غير لائق.
الظل يذهب إلى أحد علماء الثوريوم واسمه اندر بيك ويعرض عليه العمل بدلا من العمل مع تركيا، ويعرض له دخل عالي جدا، ويقابل التاي اندر الذي يخبره بالعرض عندها يحذره التاي من اغتياله، ويرفض لاحقا اندر العرض ، ويجعله التاي يتحدث مع الأستاذة التي علمتهم جميعا، ليطمئن إلى العمل وخلال الاتصال الإلكتروني يطلق القناص عازف الكمنجة الذي أرسله الظل رصاصة إلى رأسه وتبكي الأستاذة.
يمسك مروان بجاهد بعد ان ضربه جاهد ويقرر إعدامه بقطع الرأس بيد رجال داعش الذي يسيطر عليهم الظل، ويحبسه مع صفيه، وفي الصباح يأخذون جاهد الذي يودع صفية ودموعها تنهمر، بيما مراد يهاجم مكان لداعش ومروان، ويقف دون خوف من مروان وداعش بينما قاطع الرأس يسن سكينه، ويضع جاهد رأسه على خشبة القتل ... النهاية

### الحلقة (290)- 53-54، 7 أبريل 2016
تبدأ الحلقة بمشهد اكشن رائع، وجلاد داعش يرفع السيف للقضاء على جاهد، ولكن يستطيع مراد قنصه من بعيد ثم يتم القضاء عليهم جميعا، بينما جاهد يقطع الحبل ويذهب لإنقاذ صوفي، ثم يلبسها خاتم الخطوبة، ثم يأتي مراد ويعانقها، ثم يذهبون إلى مقر الراية السوداء وتعزي أسماء بموت عمها صادق اغا... مروان يتصل بالظل باكيا لمساعدته ولكنه يرفض ليبحث عن شخص آخر يكون مكانه... ويصل مراد إلى بيت مروان الذي كان ينوي الهروب مع رجال وبعض المال، لكن مراد يمسك بهم ويقضي على مروان ورجاله جميعا. ثم يعودون إلى إسطنبول وتكون صوفي مع ايليف وسيبال التي تجد خاتم صفية، وتخبر صوفي ايليف عن حالة الأطفال في سوريا سوء أوضاعهم.
في إسطنبول يوسف يلتقي اسيا ويخبرها أنه سوف يقضي على كل من تحكموا بمصيره منذ ولادته، ثم نسيان ماحدث، بينما تخبره برغبة كارول بلقائه... يكون مراد مع جاهد يمشون ويتوقفون بعد ملاحقة يوسف لهم، حيث يتحدثون ، ويخبره يوسف أنه لن يهتم بأمر الشعب والدولة بل بمصالح عائلته، وأنه سيختار صديقه وعدوه، وأنه سيحاسب كل من تحكموا بحياته، عندها يرد مراد بغضب بأن لا يقطع طريقه.
في المكتب مراد مع ألتاي وسلجوقة، التي تبكي بسبب موت اندر تلميذها والذي يعمل مع التاي في مشروع الثوريوم، ويطلب مراد من عمران وجاهد ان يحضرو الثلاثة في فريق التاي ، بينما يذهب جاهد إلى مكتب يوسف ويتحدث معه... ويكون يوسف بمكتبه ويدخل جاهد ويتحدثان بخشونة وتحدي ويسأله جاهد ما بينه وبين مراد لكن يجيبه بأن يسأل مراد (من النادر أن يسأل أحد رجال مراد أي شيء لا يقول عنه)، عندها يدخل حقي وفهمي بيك، ويخرجه يوسف عندها، ويحذره حقي. ... بينما راسكون ومتا وكنان معا ويتحدثون عن المخاطرة للمال وبالمال، عندها يخبرهم راسكون أنه سيعمل وحده بالمرة القادمة يتابع حسني قضية القمار ويقوم مدير الصالة الصغيرة بدعوته إلى مكان الصالة الكبرى، بعد فوزه الكبير ،
القناص عازف الكمنجة في أحد الفنادق يتفرج على فيديو قنصه لاندر (يظهر أن بندقيته متطورة بحيث تسجل ما يراه القناص)... بينما مراد يجتمع بفريق التاي وهم شكري بيك وسيدتين، ويعرض عليهم الحماية لكنهم يرفضون بسبب عدم انفصالهم عن الحياة لكن سيتحركون بحذر أكبر... القناص مع اريال والظل حيث يعرفون حركات مراد لكن لا يعرفون أي مكان له، ويحذر الظل القناص بأن لا يتحرك حتى لا يتم كشفه، ويغادر صامتا بسبب رفضه لكلام الظل.
يلتقي يوسف مع كارول بمكتبه حيث يتحدثون عن لوحة التشريح لرامبرنت، ويخبره كارول بعض المعلومات عنهم وعن دعمه له وقوتهم وماذا يملكون ويعرفون، وأن لديه نقاط مشتركة مع يوسف وهي أن لديه أخا توأما قتله مراد (قد يكون ذلك إشارة إلى موت كنان بسبب مراد)، عندها قال يوسف أنه أيضا لديه شيء مشترك وهي أن مراد علم دار عدوهم المشترك، عندها لخص له كارول قوتهم بقوله (نحن الوجه الظاهر لغير الظاهرين (وهذا الكلام أخبره مراد ليوسف عند لقائهم))... بينما فهمي مع اسيا يسألها عن فترة مراقبتها ليوسف وتقارير، ثم يخبرها أن التقارير ستكون سبب لقاء اخر لهما وتشكره على اللوحة التي اهداها اياها، (يظهر نوع من التقرب من فهمي إلى اسيا التي تتجاهله أو تجذبه)(د 45)... بينما مريم واوزو ببيت اسيا يتحدثون عن اللوحة التي اهداها اياها فهمي وولتي لم تعجبها
مراد بالمكتب يحلل تقرير تشريح الدكتور اندر ... بينما يوسف يلتقي باوكتام الذي لم يظهر من حلقة معرفة اسيا أن مراد أبو يوسف، ويخبر يوسف أنه مستقبل البلد بعد تسائل يوسف عن سبب مساعدته ويستدرجه يوسف بالكلام، ثم يأخذ يوسف من سيارته رفش وفأس ويستدرج اوكتام ليخيره بين أن يخبره كل شيء عن الذين تحكموا بمستقبله أو موته لكن اوكتام يرفض بهدوء، ويضربه يوسف ثم يطلق عليه النار ويدفنه (وهي نهاية غير متوقعه لأن اوكتام يعتبر الأب والمرشد والمعلم ليوسف).... جاهد مع صفية وتطلب منه تعلم السلاح والدفاع عن النفس بشكل محترف... مراد حتى الصباح بمكتبه يحلل موقع وطريقة موت اندر ثم يتوقع المكان من الصور ويخرج مع جاهد.... الظل ما زال يبحث عن رجل يكون مكان مروان اغا بحيث يكون ذو طموح ويستطيع التحكم بهن ويأتي له اريال باسم شكري الذي كان ضمن فريق اندر ومراد ويذهب الظل اليه.
يذهب مراد إلى مكان الفندق الذي حدده من الصور بمكتبه مع جاهد، ويكون القناص عازف الكمان يعزف خارج الفندق وحوله رجل يلفت الانتباه، ويراهم مراد كما شاهد كل من بالشارع، يتحدث مراد مع مدير الفندق ليختصر عدد من الطوابق والأشخاص ليحدد اسمين ومكان الغرفة، ويذهب للغرفة ويجد الرصاصة الفارغة، ويحقق مع الأشخاص الذين نظفوا الغرفة ليخبره أحدهم أنه يبدو كعازف لحمله كمان معه عندها يستنتج أنه الذي بالخارج، ويذهبان ويكون الرجل الذي كان حوله موجودا حوله وعند الحديث معه يكون عبارة عن طعم لمراد ويطلق عليه القناص النار من بعيد ، ثم يهرب ولا يجدونه. يجدون في هاتف الرجل اسم داغلي، الذي لا يعرفونه، ثم يجد جاهد اسم رجل يعرف جاهد ويدلهم على مكان داغلي .... الظل يعود ويكون قد وجد شكري ولم يتفقا وقام بقتله... بينما حسني يتابع أمر القمار ... ومتى ايمار مع راسكون يتحدثون عن العمل... يجد جاهد الرجل ويذهب مع مراد إلى مكان داغلي في بيكور... بينما فهمي يكلف يوسف بإدراة الشركة وكنان بمساعدته، مع نظرات غير واضحة من كنان، ويلاحظان يوسف يظهر عليه التعب والنعاس (بسبب دفنه اوكتام) ثم يعطيه رسالة جده وهاب (الذي ظهر بالجزء الثامن ومات في نهايته). يذهب مراد إلى مكان داغلي مع جاهد الذي يتحدث بعلو ويرفض إعطائه معلومات عندها يضربهم بهينه مع رجاله الأربعة ويأخذ معلومة الوصول إلى القناص.
(ليلا) يراقب مراد القناص الذي يأتي لأخذ بضاعة من رجال داغلي ويلاحقه إلى بيته... بينا كنان يأخذ عذرا إلى مكان صديقه علي مور الرجل الحكيم الذي ساعده بأمر مراد في الخطة التي قام بها سابقا وتستمع إلى كلامه عن الحب والعشق وعزفه على الناي وكلامه عن الصوفيين والرومي، وعاشق اسمه نامق أحب واحدة اسمها عذار بشكل اسطوري... بينما حسني يذهب إلى الصالة الكبرى للقمار ويكون راسكون موجودا فيها أيضا... وعند دخول القناص لبيته يدخل ويجلس ويتصل بالظل ليخبره ان مراد بالخارج، ويكون الظل يتحرك بسيارة، ويتحرك مراد ليدخل ليجد الباب مفتوحا، يكون جسد الدكتور شكري ميتا على الكرسي (يظهر من ذلك عازف الكمان مهم جدا للظل وأن القناص كان يعرف بملاحقة الكل له) النهاية

## روابط خارجية
- موقع شركة الإنتاج بانا فيلم